# Высокий (Калиновское сельское поселение)
Высо́кий — хутор в Красногвардейском районе Белгородской области. Входит в состав Калиновского сельского поселения.

## География
Хутор находится на расстоянии 24 км к югу от города Бирюч, административного центра района.

### Часовой пояс
Хутор Высокий, как и вся Белгородская область, находится в часовой зоне МСК (московское время). Смещение применяемого времени относительно UTC составляет +3:00.

## Население
| 2002 | 2010 |
| ---- | ---- |
| 24   | ↘7   |